# Котов-Легоньков, Павел Михайлович
Павел Михайлович Котов-Легоньков (8 декабря 1897, Грибовка, Тульская губерния — 8 октября 1962, Москва) — советский военный деятель, генерал-полковник.

## Биография
Родился в 1897 году в деревне Грибовка (ныне — в Венёвском районе Тульской области).
В РККА с 1918 года. Член КПСС с 1919 года.
С 1918 года — на военной службе, общественной и политической работе. В 1918—1962 гг. — участник Гражданской войны, на командных и штабных должностях в Рабоче-Крестьянской Красной Армии.
Участник Великой Отечественной войны. Занимал ответственные должности на оперативной работе и в штабах фронтов. С 23 июля 1941 по 6 августа 1942 года — заместитель начальника оперативного отдела штаба Южного фронта. В 1943 году — начальник оперативного отдела штаба Северо-Кавказского фронта, впоследствии преобразованного в Отдельную Приморскую армию. Принимал участие в планировании и осуществлении Новороссийско-Таманской операции, Новороссийской десантной операции, освобождении Крыма.
С 27 мая 1944 года и до конца войны — заместитель начальника штаба и начальник Оперативного управления штаба 2-го Белорусского фронта. Принимал участие в подготовке и осуществлении боевых операций 2-го Белорусского фронта по освобождении Белоруссии, Польши, Восточной Пруссии.
После войны с октября 1945 по 5 мая 1949 года — начальник штаба Северной группы войск.
С 1949 по август 1953 года находился в командировке в Китае, являлся главным военным советником при НОА Китая. Одновременно был военным атташе в посольстве СССР в Китае. В дальнейшем проходил службу в Министерстве обороны СССР — заместитель Генерального инспектора Министерства обороны СССР.
Умер 8 октября 1962 года в Москве. Похоронен на Новодевичьем кладбище Москвы.